# Piper giordanoi
Piper giordanoi är en pepparväxtart som beskrevs av E.F.Guim. & D.Monteiro. Piper giordanoi ingår i släktet Piper och familjen pepparväxter. Inga underarter finns listade i Catalogue of Life.